# Dwerghaai
De dwerghaai (Euprotomicrus bispinatus) is een vis uit de familie van valse doornhaaien (Dalatiidae) en behoort derhalve tot de orde van doornhaaiachtigen (Squaliformes). De haai kan een lengte bereiken van 22 centimeter.

## Leefomgeving
De dwerghaai is een zoutwatervis. De vis prefereert diep water en komt voor in de Grote, Atlantische en Indische Oceaan. De soort komt voor op dieptes tussen 0 en 1800 meter.

## Relatie tot de mens
De dwerghaai is voor de visserij van geen belang. In de hengelsport wordt er weinig op de vis gejaagd.